# Eric van Harpen
Eric van Harpen (* Februar 1944 in Rotterdam) ist ein aus den Niederlanden stammender Tennistrainer und ehemaliger Fußballtorwart.

## Leben
Bevor Eric van Harpen Tennislehrer wurde, war er von 1964 bis 1967 Spieler in der Regionalliga West, der damals zweithöchsten deutschen Fußball-Spielklasse bei Rot-Weiß Oberhausen. Er wurde jedoch nur ein Mal eingesetzt, am 30. Oktober 1966 gegen den VfR Neuss. Er war 1999 und von 2006 bis 2009 Fed-Cup-Teamchef des Tennisverbands der Schweiz. Nach einem 13-jährigen Aufenthalt auf Mallorca ist er nun beruflich selbständig mit einem Trainingscenter in Tiengen. Er hat sich mit seinem Team auf das Frauentennis spezialisiert.
Er betreute unter anderem Patty Schnyder, Melanie Klaffner, Nicole Riner, Arantxa Sánchez Vicario, Conchita Martínez und Anna Kurnikowa.
Von Februar 2014 bis November 2014 war er der Trainer von Andrea Petković.